# (13182) 1996 SO8
(13182) 1996 SO8 è un asteroide troiano di Giove del campo greco. Scoperto nel 1996, presenta un'orbita caratterizzata da un semiasse maggiore pari a 5,213473 UA e da un'eccentricità di 0,112239, inclinata di 5,083363° rispetto all'eclittica. Ha un diametro di 30,901 km e un'albedo di 0,106.